# Звериный стиль

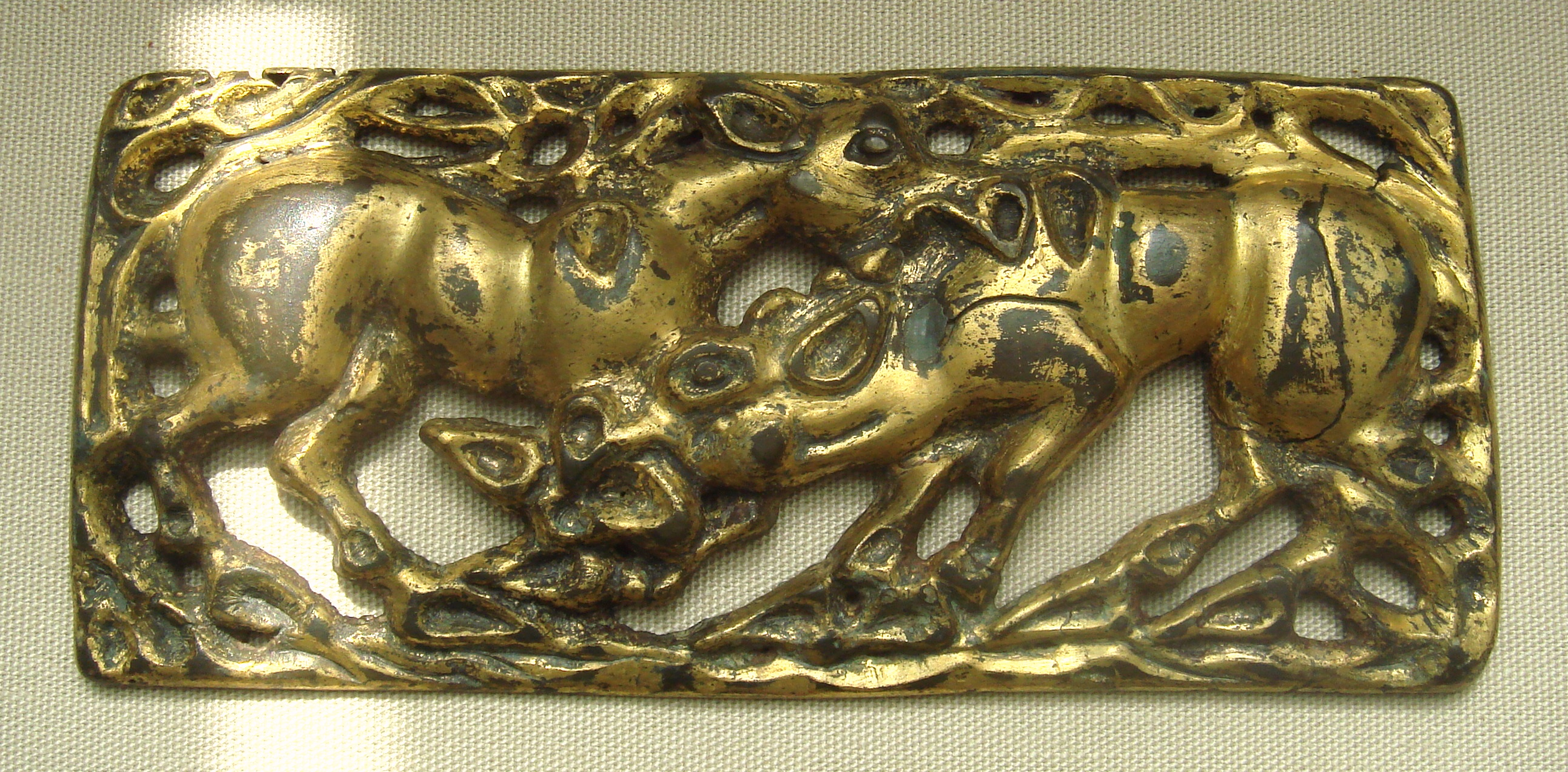
Пряжка ремня. III—I в. до н. э. Доисторический Ордос. Бронза. Британский музей, Лондон

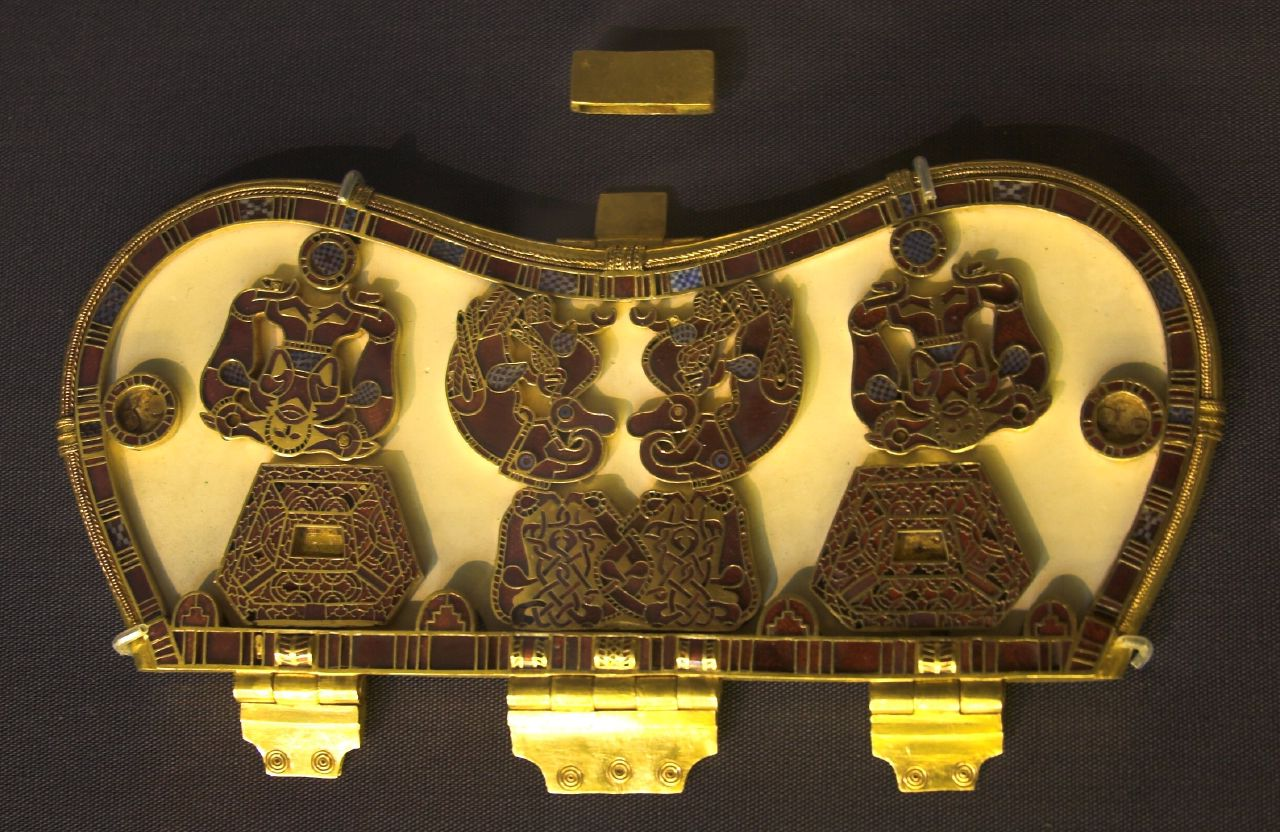
Крышка кошелька с изображениями зверей «стиля II» из захоронения в Саттон-Ху, Англия. VII в. Британский музей, Лондон

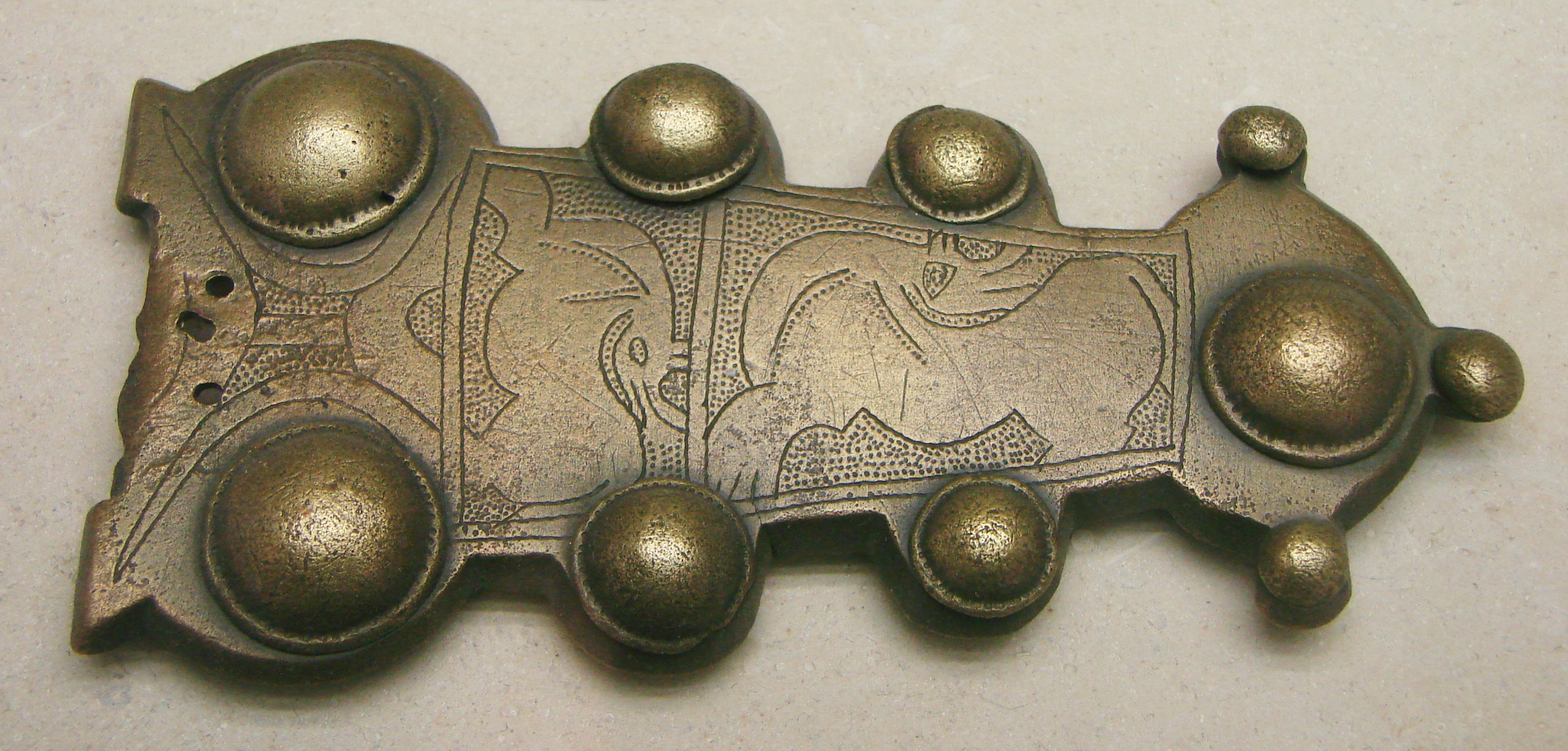
Пряжка ремня буклированного типа VII в. Аквитания. Бронза. Музей Сен-Реми, Реймс, Франция

Звериный стиль — «исторический художественный стиль, сложившийся в VII—IV в. до н. э. на огромных территориях Евразии от Нижнего Дуная, Северного Причерноморья и Прикаспийских степей до Южного Урала, Сибири и северо-западной части Китая». В иной формулировке: «Условное наименование широко распространённого в древнем искусстве стиля, отличительной чертой которого было изображение отдельных животных, частей их тела, а также сложных композиций из нескольких животных. Возник у ряда народов в бронзовом веке, особое распространение получил в железном веке».
Звериный стиль, вследствие необычайно широкого распространения во времени и пространстве и усвоения традиций самых разных этнических культур, многообразен. Однако он имеет общие, ярко выраженные черты, что даёт основание выделять этот историко-культурный феномен древнего искусства в отдельный художественный стиль. Историко-региональной разновидностью звериного стиля является так называемый «скифо-сибирский звериный стиль», характерный для «скифо-сибирского мира». Он выделяется особой манерой изображения животных. Широко представлен в культурах позднего бронзового и раннего железного века евразийских степей, включая и территорию Южной Сибири. В эпоху раннего железного века в среде кочевых скотоводческих народов «возникали культуры, имеющие много общих признаков. Подвижный образ жизни кочевников способствовал распространению этих признаков… Так скифо-сибирская культура складывается из скифской, сакской, фракийской и савроматской, тагарской культур на территориях Алтая и современной Тувы».

## География и хронология распространения
- Египет и Месопотамия. V тыс. до н. э.
- Страны Передней Азии, Индия и Китай. IV тыс. до н. э.
- Территория современной России (Майкопская культура). IV тыс. до н. э.

## Происхождение и источники
Истоки звериного стиля следует искать в первобытном тотемизме, в так называемом «натуральном стиле искусства первобытных охотников».
В VI—XIII веках на территории Северной и Центральной Европы появляется уникальный стиль, известный под условным названием «абстрактный звериный орнамент», состоящий из мотивов плетёного орнамента и отдельных изображений голов, лап, хвостов, крыльев фантастических существ, зверей, птиц, драконов. Название происходит от условности, абстрактности размещения этих деталей.
Подобные гибридные формы геометрического и изобразительного, зооморфного и тератологического орнамента складывались в глубокой древности, в 4 тыс. до н. э., и позднее, в гальштатской и латенской культурах древних кельтов, в архаическом крито-микенском искусстве, западноевропейском романском искусстве VI—XII веков.

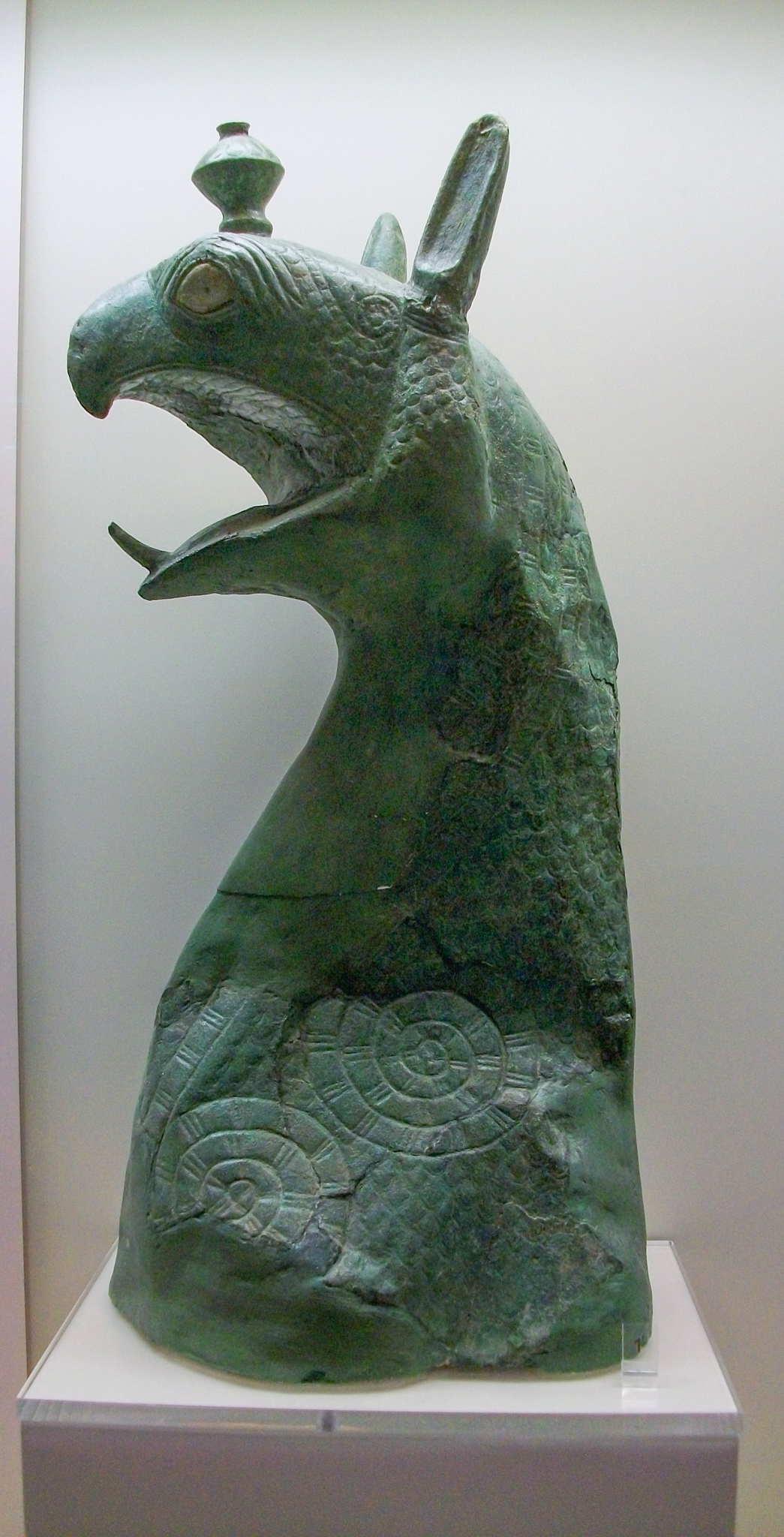
Протома котла в виде грифа. VII в. до н. э. О. Самос, Греция. Бронза. Археологический музей, Олимпия
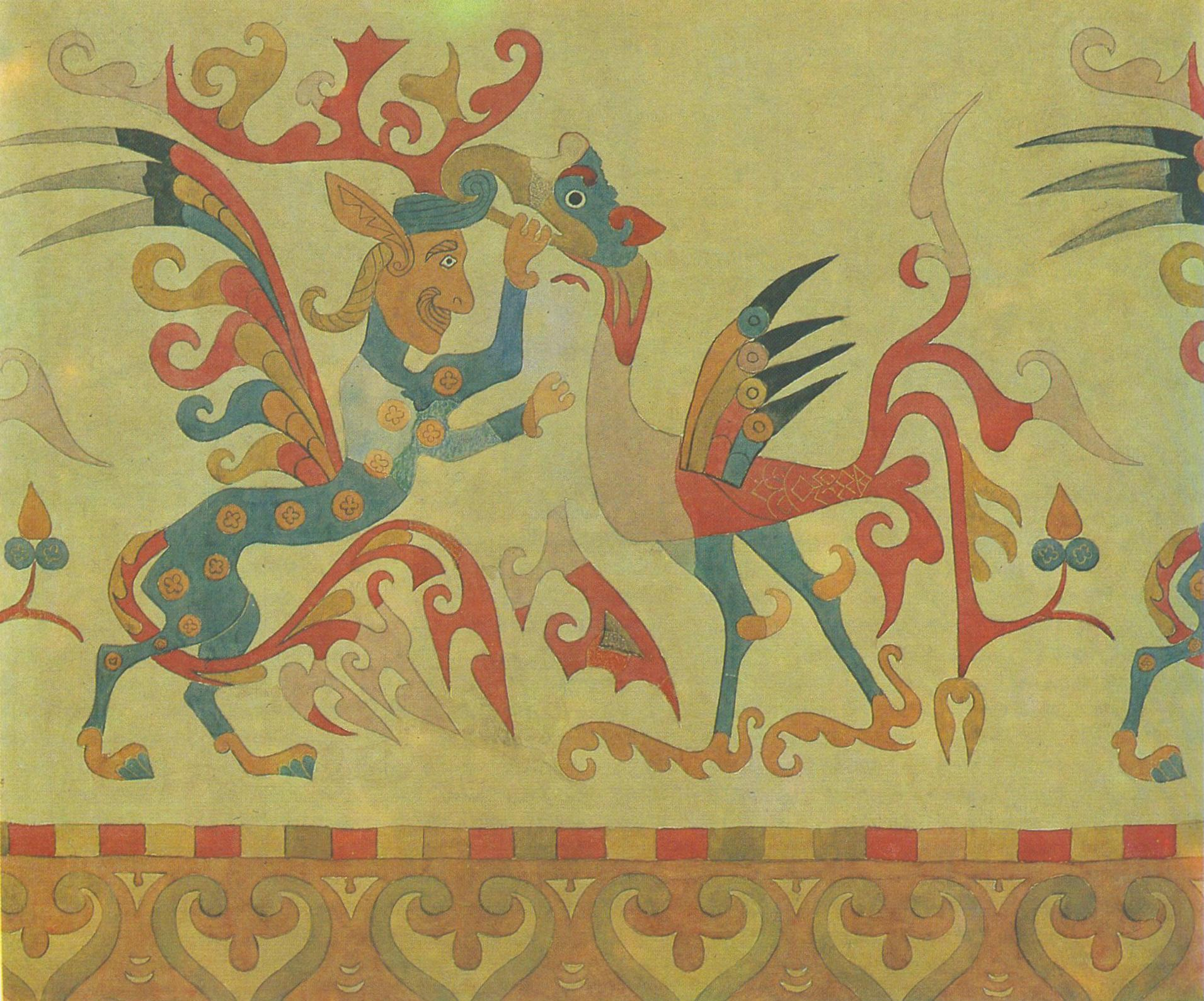
Ковёр с аппликацией. Из раскопок Пазырыка, Алтай. 1 тыс. до н. э. Войлок. Государственный Эрмитаж, Санкт-Петербург
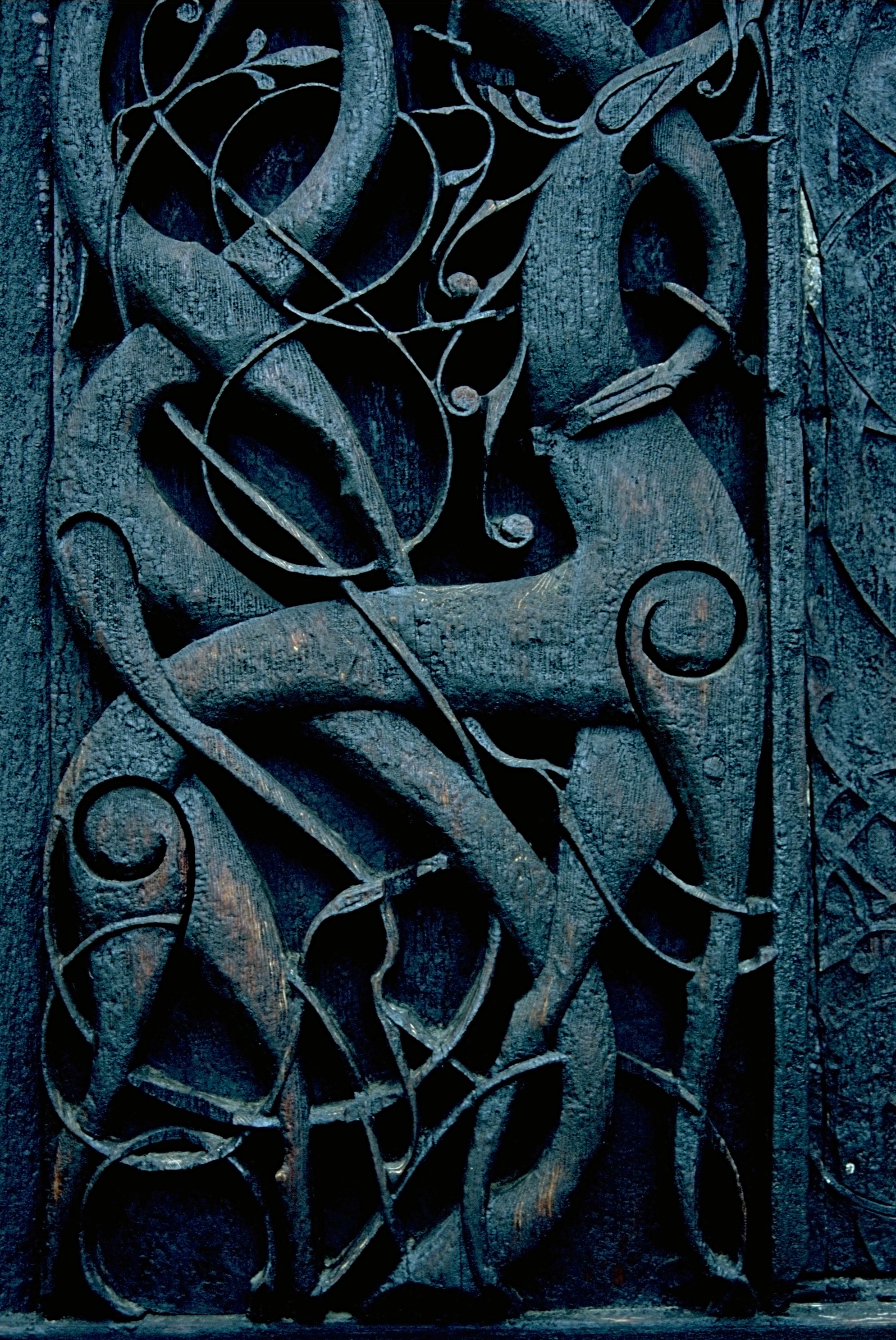
Абстрактный звериный орнамент. Рельеф северного портала церкви в Урнесе, Норвегия. 1130 г. Деталь. Дерево
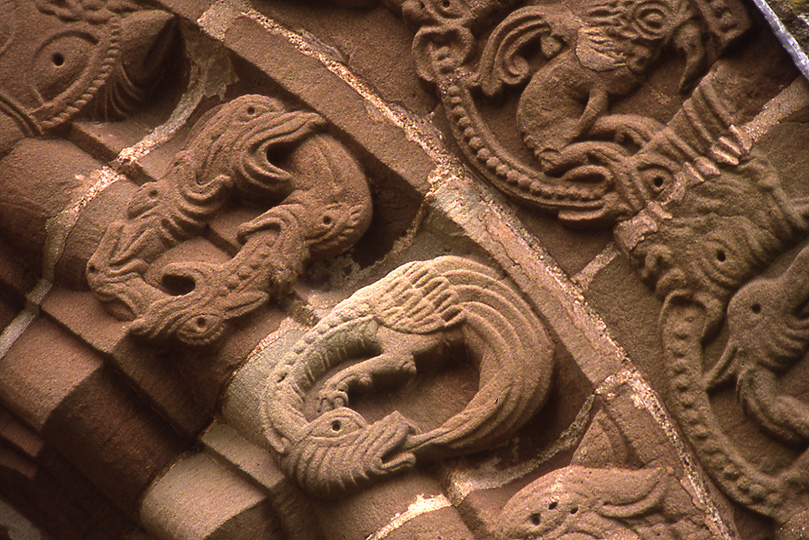
Уроборос. Деталь каменной резьбы архивольта входного портала церкви Святой Марии и Давида в Килпеке, Херфордшир, Англия. Середина XII в.
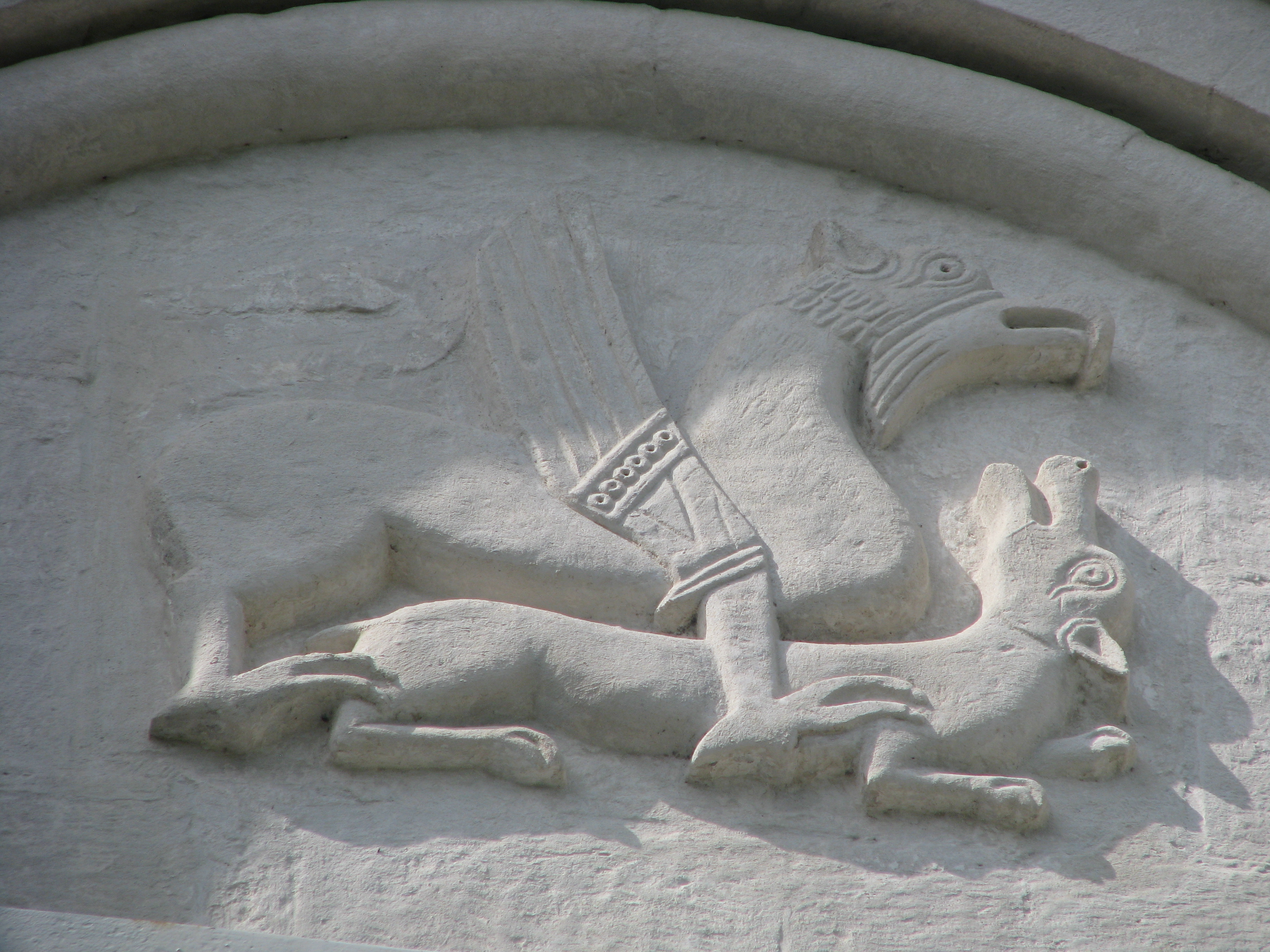
«Терзающие хищники». Рельеф закомары Храма Покрова на Нерли. Боголюбово. Середина XII в. Камень
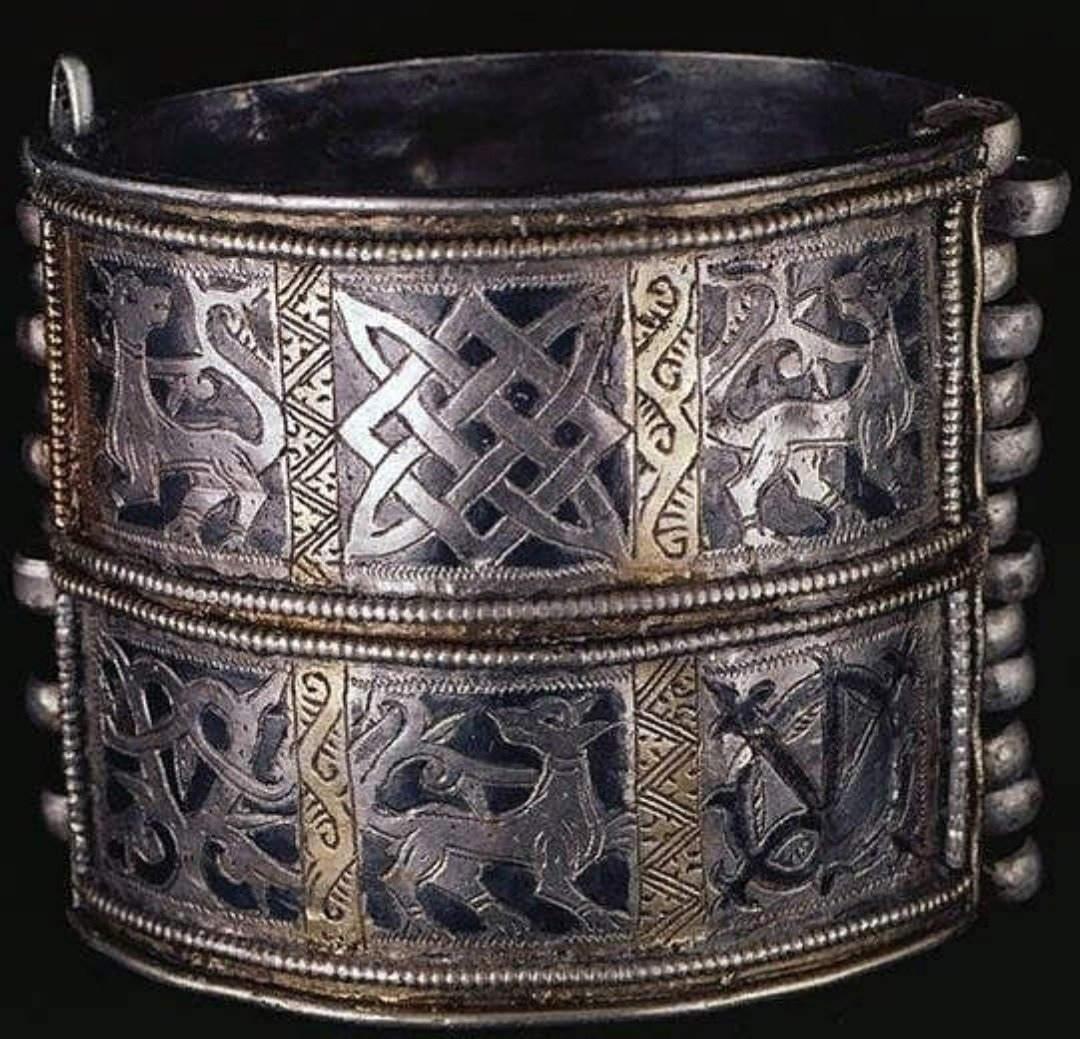
Браслет из Старой Рязани. Вторая половина XII в. Серебро

Кочевой образ жизни, скотоводство, охота, контакты с оседлыми жителями выработали у кочевников своеобразный стиль изделий из дерева, кости, золота, аппликаций из кожи и войлока. Какая-то часть этих изделий изготавливалась, вероятно, иранскими мастерами, другая — оседлыми скифами и греками в мастерских Северного Причерноморья. Известно также, что персидские торговцы добирались до славянских земель и Скандинавии. Они везли с собой золотые и серебряные сосуды, которые во множестве находят, в частности, в уральских кладах. Местные племена предпочитали в обмен на свои товары получать не монеты, которым они не доверяли, а золотые чаши и кубки.
Судя по достаточно развитому древнерусскому тератологическому орнаменту можно предположить, что и в Скандинавию сарматское искусство могло попасть через древнерусское посредство. Появление звериного стиля в искусстве готов «обусловлено их знакомством с причерноморской скифо-сарматской культурой, а также влиянием греческого юга, Кавказа и азиатского Востока».
В курганах Центральной Азии находят предметы, соединяющие в своём стиле черты эллинистического, сасанидского и китайского искусства. Так, по одной из версий, на сложение уникального звериного стиля оказали влияние бронзовые изделия из провинции Ордос в центральном Китае: так называемые ордосские бронзы. Другие возможные источники — Лурестан на юго-западе Иранского нагорья. Через греческих колонистов это искусство ассимилировалось со «скифским».

## Типы изделий и приёмы стилизации
Мастера евразийских степей ковали оружие — акинаки (короткие скифские мечи), щиты, делали конскую сбрую, бляхи и пряжки ремней, псалии (удила), котлы, чаши, навершия ритуальных жезлов. Изображения зверей на этих предметах имели не декоративное, а сакральное, ритуальное значения. Они не украшали, а выявляли скрытую функцию предмета. Персонажей изображений сравнительно немного, они повторяются на разных по утилитарной функции предметах и явственно подразделяются на три группы согласно трём мифологическим зонам «Мирового древа»: небесной (птицы), земной (копытные) и подземной (хищники). Среди птиц выделяются грифоны греческого типа, грифо-бараны, среди копытных: олени, козы, бараны, быки, кони. К «медиаторам» (посредникам) относится кабан, свободно «передвигающийся» по стволу «Мирового древа» из одной зоны в другую (поскольку он имеет двойственную природу: он и копытный, плотоядный, и хищник). Наиболее характерными сюжетами являются сцены борьбы зверей, так называемые «терзающие хищники», и сцены охоты всадника на зверя.
Одной из главных особенностей стилизаций форм животных является контраст гладких поверхностей и подчёркнутой фактуры деталей. Эта особенность отчасти объясняется оригинальной технологией изготовления моделей для отливки изделий из бронзы и золота. Мастера предпочитали не лепить, а вырезать модель ножом с широким лезвием из мягкого воска. Отсюда характер трактовки формы тела животного крупными плоскостями с резкими гранями, а также аналогии изделий из металла с резными из дерева. Головы, глаза, уши, рога, копыта зверей геометризуются, увеличиваются в размере и, вопреки правдоподобию, произвольно переносятся с места на место. Позднее этот приём получит в истории искусства название транспозиции. Так, на лапах пантеры и на её хвосте можно разглядеть миниатюрные изображения свернувшихся хищников. Вместо когтей лапы зверя заканчиваются птичьими головами. Позы животных также условны, они не выражают движение или действие. Определение «летящий галоп» в отношении знаменитого золотого оленя из станицы Костромской на Кубани, по заключению специалистов, не соответствует действительности, поскольку ноги оленя сложены совершенно неправдоподобно. Бронзовые псалии по принципу транспозиции с одной стороны венчаются головой зверя, а с другой — его копытом. Многие изобразительные детали являются «кочующими»: независимо от породы животного они переходят с одного изображения на другое.
Можно также заметить, что во всех случаях причудливые позы зверей, их фрагментирование и гиперболизация деталей следуют принципу замкнутого композиционного силуэта. Один из главных исследователей этого искусства М. И. Артамонов определяет такую важнейшую особенность следующим образом: «Это стиль искусства, органически связанного с вещами практического назначения — оружием, конским снаряжением, одеждой… поражающий своей приспособленностью к ограниченным, заранее данным формам этих вещей, изумительной изобретательностью и использованием пространства, компактностью и экономной чёткостью контуров. Замечательно умение передавать характерные черты животного в конечном итоге условными формами. Замкнутое построение фигуры, несмотря на жизненность образа, приводит к упрощению и деформации, соответствующим её декоративному назначению».
Вписывая изображение в замкнутый формат бляхи, пряжки, бутероли (нижней части ножен), накладки на воинский щит, мастер звериного стиля стремился максимально заполнить поверхность и, обобщая контуры, подчеркнуть силуэт дабы эта деталь из золота или серебра ярко выделялась на фоне, к примеру, тёмного дерева или цветного войлока. Характерен так называемый «страх пустого пространства», или «боязнь пустоты» (лат. horror vacui), когда всё свободное пространство плотно заполняется изобразительными и орнаментальными элементами. Такой принцип характерен для произведений многих переднеазиатских культур, он проявился в так называемых «ковровом» или ориентализирующем стилях. «Стремление к максимальной плотности приводило к загадочным изображениям, в которых контур одного зверя вписывается в другой и продолжается в третьем; несколько „сросшихся“ зверей могут иметь общие детали — головы, рога, копыта. Разгадывать такие изображения не просто. Декоративное обобщение масс и акцентирование деталей приводит к типизации, а стилизация объединяет разные формы в один декоративно-фантастический образ зверя».
К приёмам орнаментализации изображений следует отнести особенно часто встречающееся в золотых накладках на щиты и конскую сбрую обыгрывание отверстий, пустот в изображении, усиливающих его компактность и, следовательно, восприятие издали, с расстояния, когда такая накладка выделяется и сверкает на тёмном либо ярко цветном фоне. Подобные отверстия или углубления (глаза, ноздри) мастера заполняли цветной эмалью, ценившейся в то далёкое время наравне с драгоценными камнями. Этот эффектный приём входит в общее понятие «полихромного стиля».

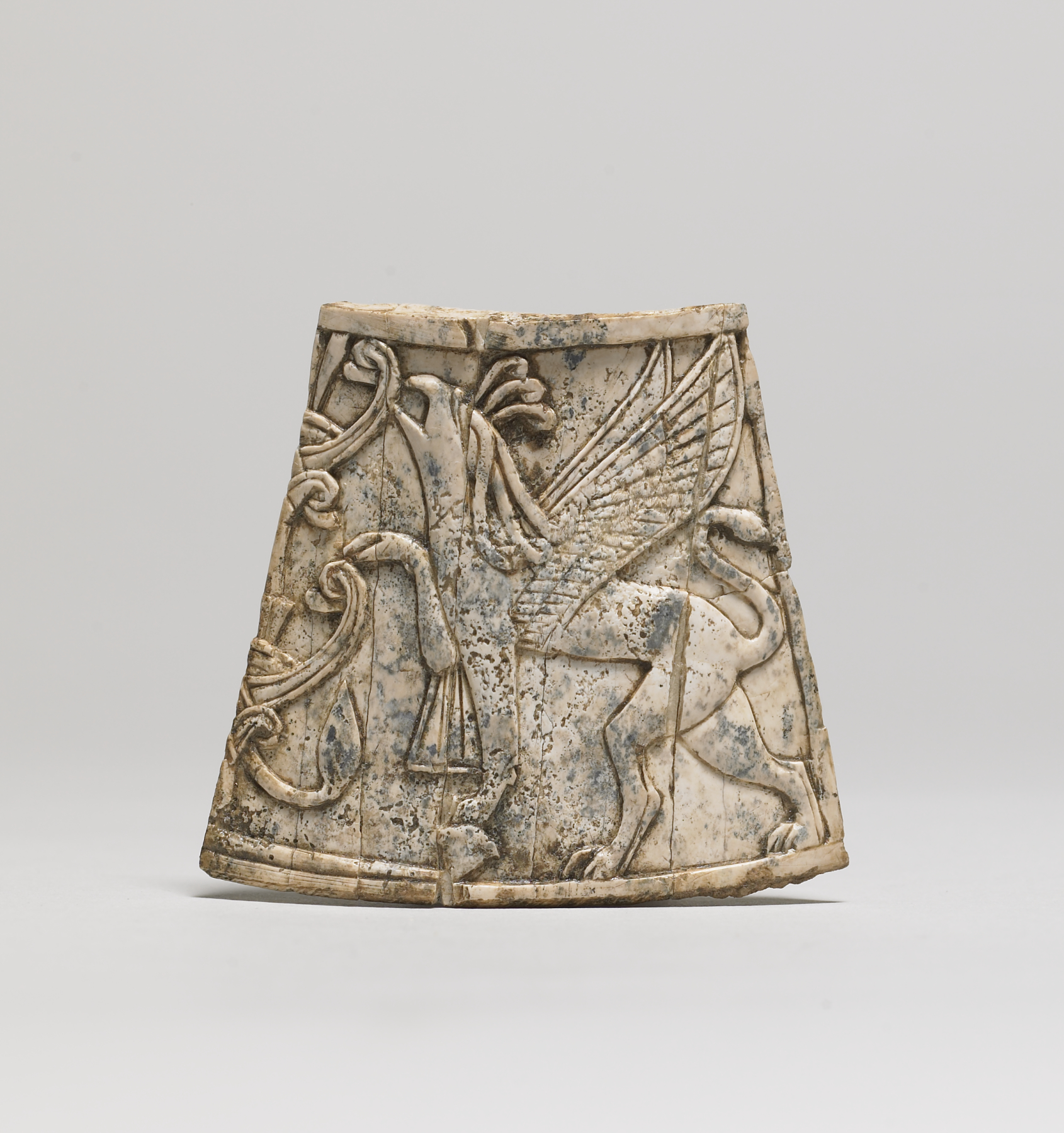
Грифон у Священного древа. Финикия. VIII век до н. э. Слоновая кость. Художественный музей Уолтерса, Балтимор
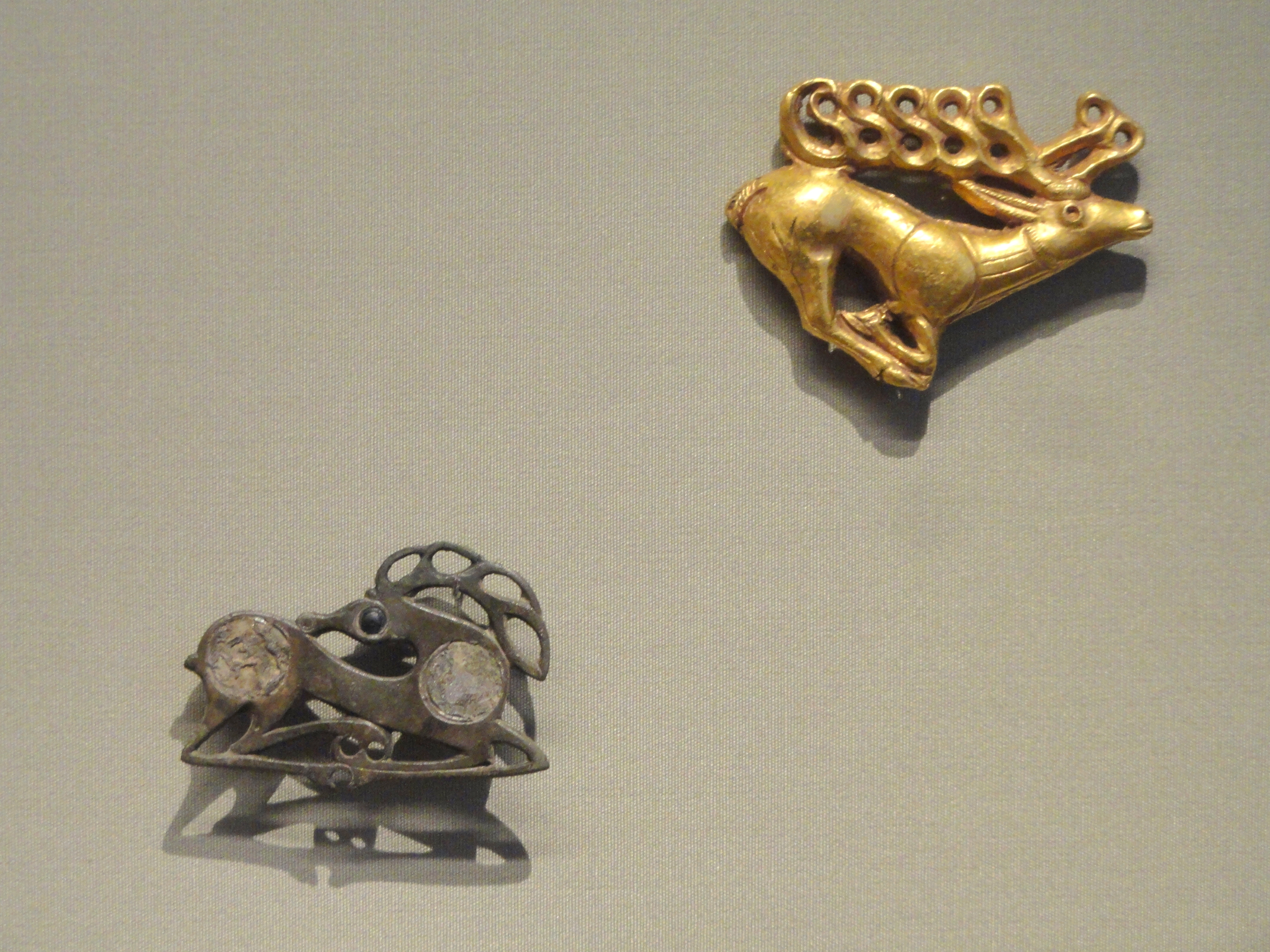
«Летящий галоп». Олень (вверху). 400–500 г. до н. э.  Западная Азия. Золото. Фибула в виде лежащего оленя (внизу). Около 400 г. н. э. Северо-Восточная Европа. Кливлендский музей искусств.
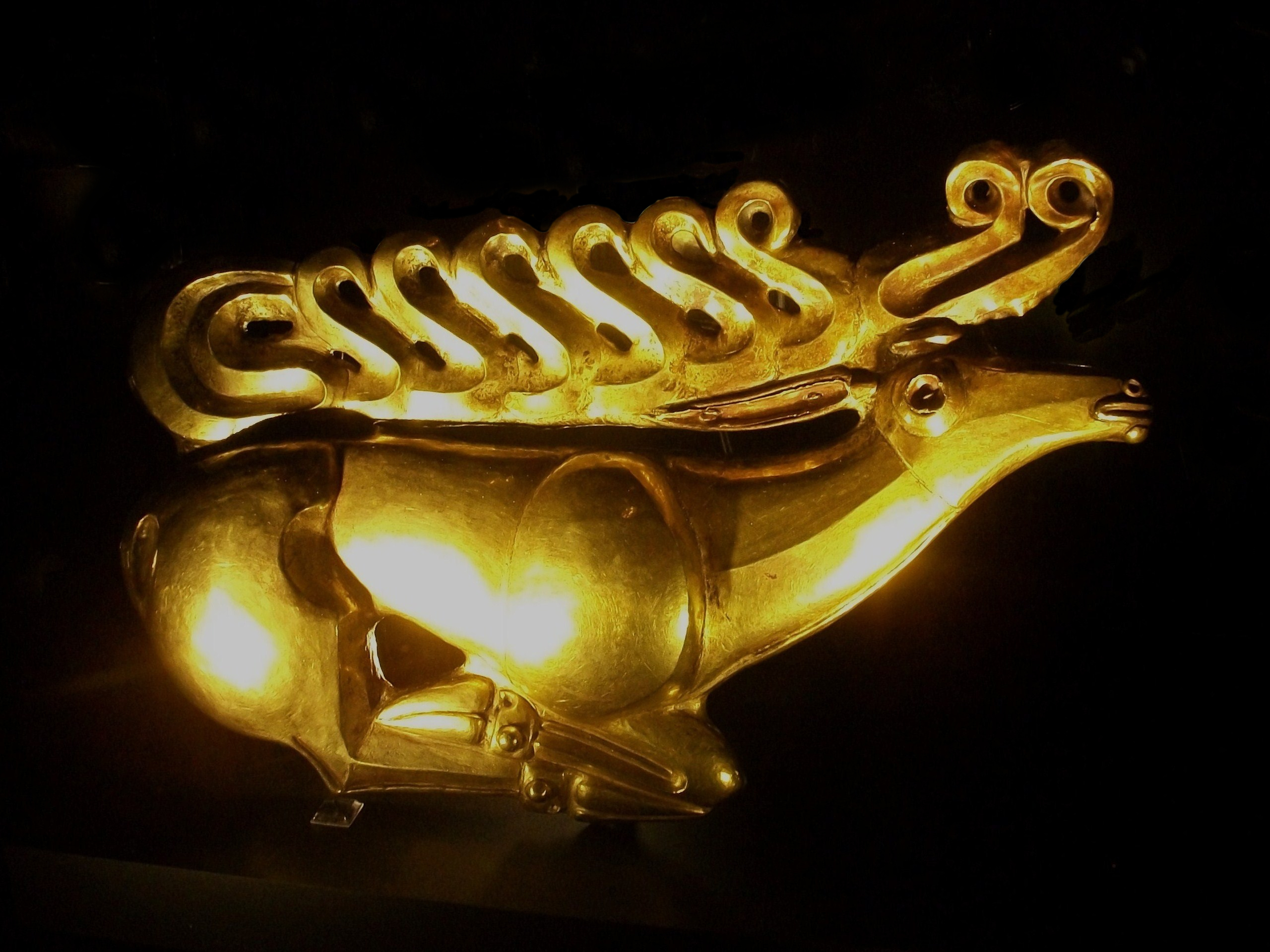
Олень. Деталь щита. Начало VI в. до н. э. Станица Костромская, Кубань. Золото. Государственный Эрмитаж, Санкт-Петербург
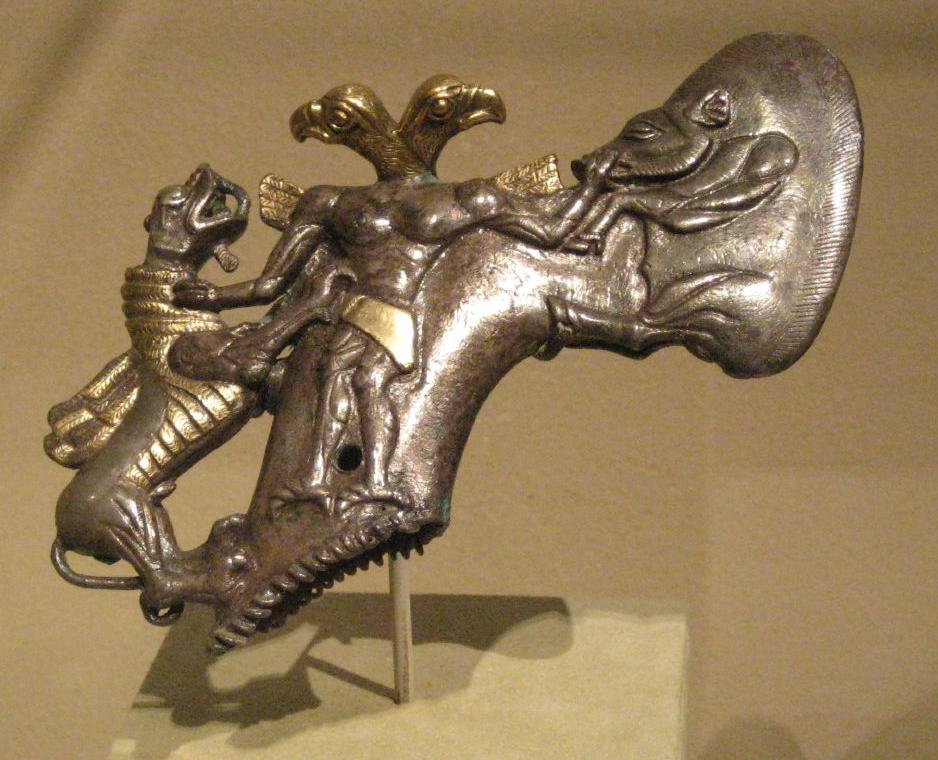
Рукоятка топора. Фигурки демона с «симультанной» птичьей головой, кабана и дракона. Бактрия-Маргиана. 3–2 тыс. до н.э. Бронза. Метрополитен-музей, Нью-Йорк
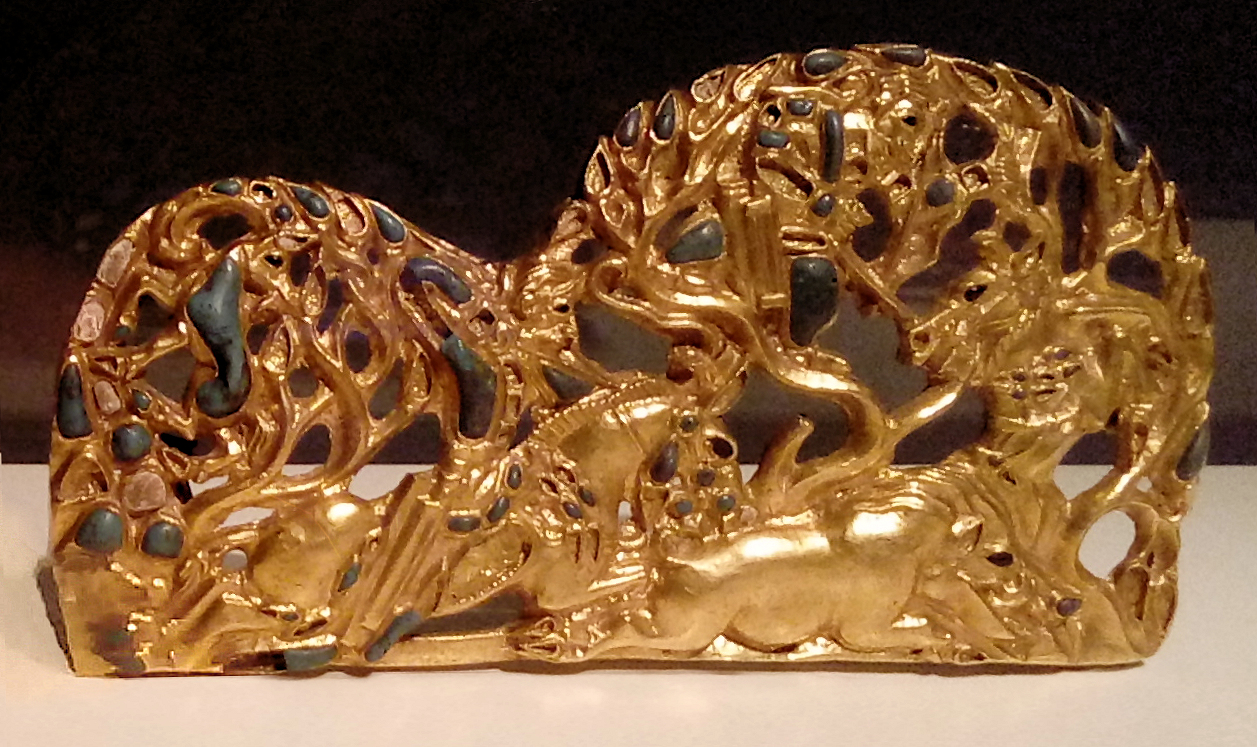
Охота всадника на медведя. Из Сибирской коллекции Петра Великого. 220–180 гг. до н. э. Золото, эмаль. Государственный Эрмитаж, Санкт-Петербург
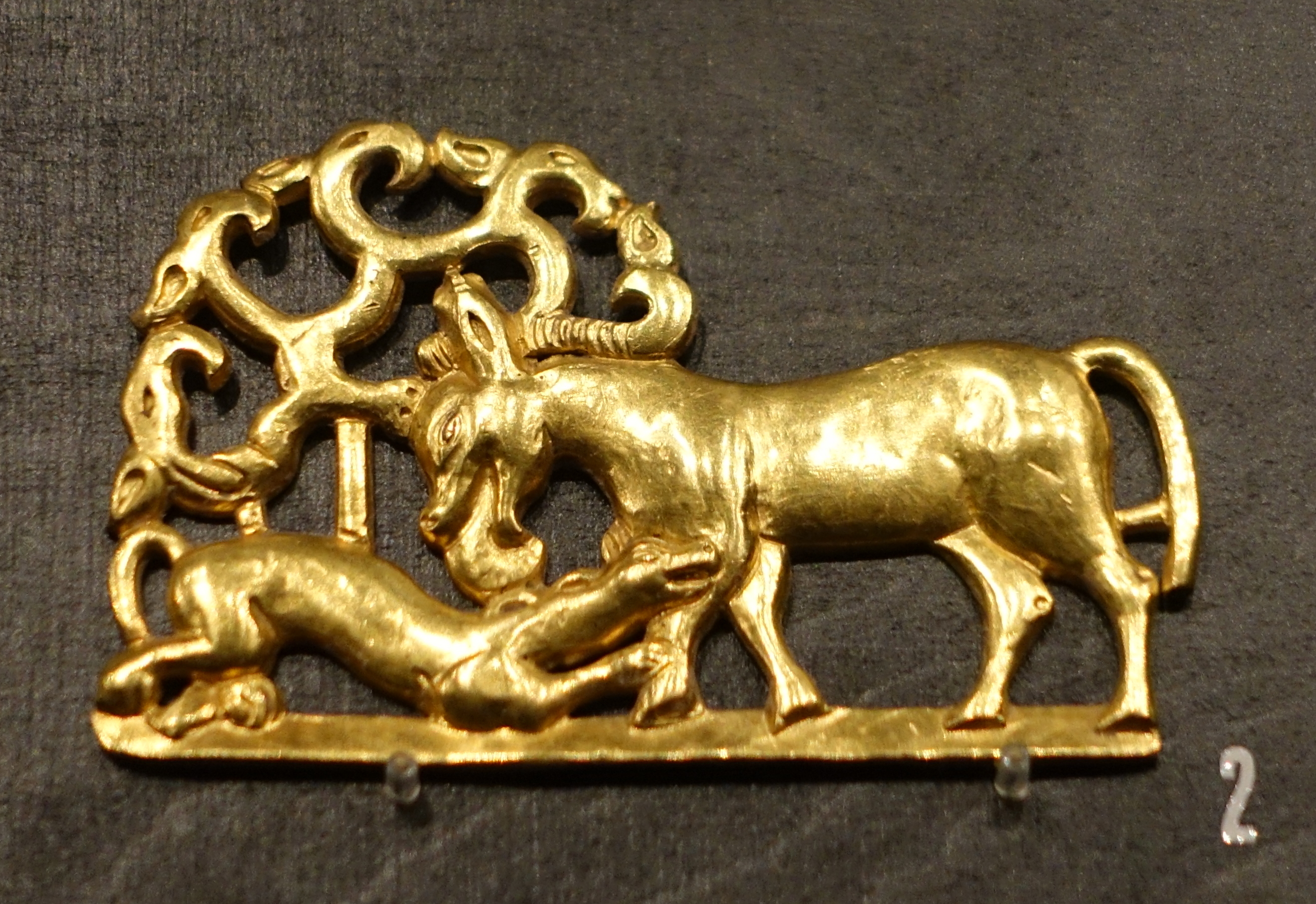
Накладка с изображением «терзающих хищников». Хунну. 200–100 гг. до н. э. Золото. Восточноазиатский музей, Стокгольм

В искусстве скифов, как и в персидском (ахеменидском, сасанидском), встречается приём симметричного удвоения изображения, условно называемый «геральдическим», или антитетическим. Он связан с явлением симультанизма (фр. simultané — одновременный) — своеобразной передачей зрительного движения способом одновременного показа фаса и профиля либо одной и той же формы, например головы зверя, с двух сторон: слева и справа; в результате получается «двухголовый зверь».
К концу IV в. до н. э. уникальный звериный стиль исчез так же внезапно, как и появился. Причину этого феномена видят в изменении общей культурной ситуации. В результате распространения новых видов художественных ремёсел, мифологических и религиозных представлений, далёких от первобытного тотемизма, а затем и по мере утверждения христианства и ислама в Европе и Азии, звериный стиль утратил своё значение и масштабы распространения, однако некоторые традиционные изображения в зверином стиле, закреплённые традициями народного творчества заметно повлияли на формирование национальных орнаментальных мотивов, элементов геральдики и государственных гербов.

## Типы артефактов звериного стиля, обнаруживаемых на территории современной России
На территории России и в ряде соседних государств, наблюдаются археологические находки, которые можно отнести к шести основным типам звериного стиля.
1. Самый древний — Майкопский звериный стиль (по археологическим находкам Майкопской культуры)
2. Созданный скифами тип изображений, ответвлениями которого являются Пермский звериный стиль, Скифо-сибирский звериный стиль
3. Созданный сарматами тип, в которых схематизация и условные черты заметно усилены, изображения включают многочисленные эмалевые вставки[21].
4. Созданный меотами — Меотский звериный стиль (иногда именуемый «прикубанским барокко»), который испытал значительное влияние древнегреческого искусства и скифского искусства
5. Изображения смешанного типа, например скифо-меотский звериный стиль, Сармато-меотский и другие разновидности
6. Предметы, ввозимые из иных, отдалённых регионов